# 中條永吉
中條 永吉（なかじょう えいきち、1931年1月22日 - 2014年4月15日）は、日本の消防吏員、第12代東京消防庁消防総監。全国消防長会会長、アジア消防長協会会長、社団法人江戸消防記念会名誉会長を歴任。
救急救命士法（1991年4月18日成立）の実現に尽力した。

## 来歴
駒澤大学商経学部卒業。大学卒業後、1952年に東京消防庁入庁。1983年8月、東京消防庁次長。
1985年7月1日、東京消防庁消防総監に就任

。
1990年8月、財団法人試験研究センター理事長、財団法人東京救急協会理事長、東京防災指導協会理事長、東京都医療審議会委員、災害救援ボランティア推進委員会教科書編集委員長、財団法人日本防火研究普及協会理事、東京消防懇話会会長などを務める。
2014年4月15日、急性心不全のため死去、83歳。

## 受賞
- 1998年、内閣総理大臣賞
- 2001年、勲三等瑞宝章受章